# Mendoncia lindavii
Mendoncia lindavii là một loài thực vật có hoa trong họ Ô rô. Loài này được Rusby mô tả khoa học đầu tiên năm 1895.